# Żółcień pomarańczowa FCF
Żółcień pomarańczowa FCF, E110 – organiczny związek chemiczny, żółtopomarańczowy, syntetyczny barwnik azowy stosowany do barwienia żywności. Zakazany w niektórych krajach ze względu na swoją szkodliwość (np. w Norwegii i Finlandii). Należy do tzw. szóstki z Southampton.

## Zastosowanie
Przykładowe zastosowania to barwienie artykułów spożywczych (np. likiery owocowe, marcepan, produkty w proszku, płatki zbożowe, kasze, wyroby cukiernicze, konserwy rybne), kosmetyków, leków.

## Zagrożenia
Możliwe jest wystąpienie reakcji alergicznych u osób z nietolerancją salicylanów. Pobudza wydzielanie histaminy, co może wzmagać objawy astmy.
U dzieci może powodować nadpobudliwość (spożywany łącznie z benzoesanami). Ponadto potencjalnymi objawami są: pokrzywka, katar sienny, bóle brzucha oraz wypryski.
Pomimo informacji o kancerogenności żółcieni pomarańczowej FCF, według IARC związek ten nie jest prawdopodobnym, możliwym ani potwierdzonym czynnikiem rakotwórczym dla ludzi.